# Loquita mía
Loquita mía es una obra teatral hecha por el poeta e historiador de tango Horacio Ferrer escrita en 1975 y publicada en 1978. Está compuesta por veinte poemas, divididos en dos actos. Fue concebida como un ballet contemporáneo, en el que una bailarina danza sin música al son del recitado.

## Antecedentes
Tras ver en 1971 dos espectáculos con la misma premisa, uno protagonizado por María Casares recitando y otro por los bailarines 
Richard Sosa y Anik Macouvert danzando los recitados de María de Buenos Aires, Ferrer tuvo la idea de escribir esta suite de poemas, a la que describió como "veinte piropos para danzar".

## Publicación
Fue inicialmente publicada como un libro individual de la editorial Galerna el 30 de agosto de 1978. La tapa y la diagramación fueron hechos por el artista plástico Douglas Wright y en la contratapa llevó un poema titulado "Para Horacio Ferrer" de Nyda Cuniberti.
Posteriormente se incluyó en dos antologías del autor: Moriré en Buenos Aires -Vida y obra de Horacio Ferrer-, tomo I en 1991 (en la que se le incluyó una reseña de Ferrer y un prólogo de León Benarós) y Teatro Completo en 2007.

## Obra
La obra realiza un relato de una fuerza de la naturaleza residente en una mujer hermosa y como, a la muerte de esta, su energía se traduce en todos los actos bellos de la Tierra.
Para pintar el retrato de la Loquita, Ferrer, con un estilo picaresco, describe sus cuerpo, sus costumbres y los sentimientos que este personaje le genera.
El texto está dividido en dos partes; "Loquita del Más Acá" y "Loquita del Más Allá", cada una compuesta por varios poemas (catorce la primera y seis la segunda) que reciben en la obra el nombre de "momentos".

### Primera parte: Loquita del Más Acá
- Momento 1: Canción
- Momento 2: Sentimientos
- Momento 3: Gesto
- Momento 4: Minueto
- Momento 5: Sonrisa
- Momento 6: Piropos
- Momento 7: Valsecito
- Momento 8: Jornada
- Momento 9: Espejos
- Momento 10: Madona con Variación (a Susana Alle)
- Momento 11: Brindis
- Momento 12: Jubileo
- Momento 13: Augurios
- Momento 14: Invitación al vuelo

### Segunda parte: Loquita del Más Allá
- Momento 15: Suspiro
- Momento 16: Fuga
- Momento 17: Penúltimo desnudo
- Momento 18: Cielito
- Momento 19: Pequeña profecía por milonga
- Momento 20: Coda

## Con Julio de Caro
Siguiendo sus primeros éxitos en el tango canción junto a Astor Piazzolla, le llegó a Ferrer en 1976 un sobre de Julio de Caro conteniendo una composición suya y pidiéndole al poeta que le pusiera una letra. Conforme a este pedido, Ferrer elaboró un "resumen" de la obra en un solo poema del mismo nombre. Esta versión fue registrada para el sello Phillips en 1976 y en 2013 en el disco "Flor de Tangos y Poemas".